# Parque nacional de Aketajawe Lolobata
El Parque nacional de Aketajawe-Lolobata es un parque nacional indonesio que se encuentra en Halmahera, la isla más grande en la provincia de las Molucas septentrionales. El parque está considerado por BirdLife International vital para la supervivencia de al menos 23 especies endémicas de aves. Aketajawe-Lolobata, que tiene una superficie de 167.300 hectáreas, fue declarado parque nacional en 2004.

## Ubicación y geografía
El parque nacional de Aketajawe-Lolobata se encuentra en la parte septentrional de las Molucas septentrionales. Se encuentra en el punto caliente de biodiversidad Wallacea.

## Flora y fauna
La vegetación del parque nacional está formada principalmente por llanuras y pluvisilvas de montaña. El bosque se caracteriza por un alto nivel de biodiversidad, incluyendo especies de Agathis, Calophyllum inophyllum, Octomeles sumatrana, Koordersiodendron pinnatum, Pometia pinnata, Intsia bijuga, Canarium mehenbethene gaerta y Palaquium obtusifolium.
De 51 especies de mamíferos que se encuentran en Molucas septentrionales, 28 se encuentran en la isla de Halmahera, de las que 7 son endémicas de esta región y una, el cuscus Phalanger, es endémico de la isla.
De 243 especies de aves en Molucas septentrionales, 211 han sido documentadas en la isla de Halmahera de las cuales 24 son endémicas, incluyendo ave del paraíso de Wallace, oruguero de Halmahera, alción sombrío, cacatúa blanca, rascón de Wallace, alción moluqueño, oropéndola de Halmahera, azor moluqueño, telégalo de Freycinet, cuervo moluqueño, tilopo cabecigris, pita de Halmahera y carraca moluqueña.
Entre los reptiles y anfibios del parque están el Callulops Dubia, Caphixalus montanus, y Hydrosaurus werneri.
Otra fauna endémica de Halmahera incluye dos especies de saltamontes, 3 especies de libélulas, 1 de mariposa, y 20 especies de moluscos terrestres.

## Ocupación humana
En el parque vive una comunidad seminómada, perteneciente al pueblo conocido como los tobelo dalam,es decir, los tobelo del bosque. Comparten un idioma común con las comunidades del pueblo tobelo que viven en la costa. Su número se calcula en alrededor de 2 000 personas.

## Conservación y amenazas
En 1981 el Plan de Conservación Nacional propuso la designación de cuatro áreas protegidas: Aketajawe, Lolobata, Saketa y Gunung Gamkonora. El Plan de Acción de Biodiversidad Indonesio de 1993 recomendó la designación de una zona protegida integrada. El trabajo de investigación de BirdLife en 1994–1996 identificó Aketajawe-Lolobata como un AICA.
En 1995 las zonas de Aketajawe y Lolobata fueron propuestas como parque nacional. En 1999 una amplia zona de 7,264.707 hectáreas fue clasificada como área forestal estatal, incluyendo los grupos de bosque de Aketajawe y Lolobata. En 2004 se estableció un parque nacional cubriendo una superficie total de 167.300 ha, formada por el grupo forestal protegido de Aketajawe (77.100 ha), en los distritos de Halmahera Central y Kota Tidore Kepulauan, y por el grupo forestal de Lolobata (90.200 ha), en el distrito de Halmahera Oriental.
El parque nacional se sufre las amenazas de la tala ilegal y la minería. Entre 1990 y 2003 los bosques fueron decayendo en las Molucas septentrionales del 86% a justo por debajo de 70%, en gran medida en las llanuras (por debajo de 400 m). Como resultado de ello, las especies que vivían preferentemente en las zonas bajas fueron las más afectadas.